# Haruhisa Hasegawa
Haruhisa Hasegawa (長谷川 治久 Hasegawa Haruhisa?,  nacido el 14 de abril de 1957 en Hyōgo, Imperio del Japón) es un exfutbolista japonés que se desempeñaba como delantero.
Hasegawa jugó 15 veces y marcó 4 goles para la Selección de fútbol de Japón entre 1978 y 1981. Fue elegido para integrar la selección nacional de Japón para los Juegos Asiáticos de 1978.

## Trayectoria

### Clubes
| Club          | País  | Año         |
| ------------- | ----- | ----------- |
| Yanmar Diesel | Japón | 1980 - 1987 |

### Selección nacional
| Selección | País  | Año         |
| --------- | ----- | ----------- |
| Absoluta  | Japón | 1978 - 1981 |

## Estadística de equipo nacional
| Selección de Japón | Selección de Japón | Selección de Japón |
| Año                | Part.              | Goles              |
| ------------------ | ------------------ | ------------------ |
| 1978               | 4                  | 0                  |
| 1979               | 1                  | 0                  |
| 1980               | 9                  | 4                  |
| 1981               | 1                  | 0                  |
| Total              | 15                 | 4                  |

## Palmarés

### Títulos nacionales
| Título                   | Club          | País  | Año  |
| ------------------------ | ------------- | ----- | ---- |
| Japan Soccer League      | Yanmar Diesel | Japón | 1980 |
| Copa Japan Soccer League | Yanmar Diesel | Japón | 1983 |
| Copa Japan Soccer League | Yanmar Diesel | Japón | 1984 |

### Distinciones individuales
| Distinción                  | Año  |
| --------------------------- | ---- |
| Japan Soccer League Best XI | 1982 |